# Euryanthe
Euryanthe è una grande opera eroico-romantica in tre atti di Carl Maria von Weber, su libretto di Helmina von Chézy.
La prima esecuzione avvenne al Theater am Kärntnertor (Teatro di Porta Carinzia) di Vienna il 25 ottobre 1823 con la direzione dello stesso autore, mentre la prima italiana, nella traduzione di Gustavo Macchi, fu al Teatro alla Scala di Milano il 2 aprile 1902 con la direzione di Arturo Toscanini. Il cast italiano comprendeva Rosina Storchio nel ruolo della protagonista Euryanthe.
All'Opéra national de Paris la prima è stata nel 1831 nella traduzione di François-Henri-Joseph Blaze con Adolphe Nourrit. Una versione su testo tradotto da Jules-Henri Vernoy de Saint-Georges e Adolphe de Leuven è stata presentata nel 1857 a Parigi.
Nel Regno Unito la première è stata il 29 giugno 1833 al Royal Opera House, Covent Garden di Londra.
Al Wiener Staatsoper va in scena nel 1871 e fino al 1937 ha avuto 22 recite.
Al Metropolitan Opera House di New York nel 1887 avviene la première statunitense diretta da Anton Seidl con Lilli Lehmann, Marianne Brandt (cantante) ed Emil Fischer (cantante) e fino al 1915 ha avuto 10 recite.
Al Teatro La Fenice di Venezia la prima è stata nel 1903 nella traduzione di Angelo Zanardini diretta da Rodolfo Ferrari.
Al King's Theatre di Edimburgo la prima è stata nel 1958 diretta da Lovro von Matačić con Inge Borkh per la Württemberg State Opera di Stoccarda.
Al Glyndebourne Festival Opera va in scena nel 2002 con l'Orchestra of the Age of Enlightenment.
Nonostante sia considerata uno dei capolavori di Weber e sia stata presa a modello da grandi compositori come Richard Wagner, Heinrich Marschner, Franz Liszt e Robert Schumann, oggi, a causa dello scarso spessore drammatico del libretto, opera della poetessa e giornalista tedesca Helmina von Chézy, è rappresentata raramente, se si escludono le esecuzioni della sola ouverture.
Così come le meno note Alfonso und Estrella e Fierrabras di Franz Schubert, degli stessi anni (rispettivamente, 1822 e 1823), Euryanthe si distacca dalla tradizione del Singspiel tedesco, adottando una forma musicale libera dalle interruzioni di dialogo parlato caratteristiche delle precedenti opere in lingua tedesca come Die Zauberflöte di Mozart, Fidelio di Beethoven e Der Freischütz dello stesso Weber.

## Trama
Provenza, XII secolo
- Atto primo. In una sala del castello di re Luigi VI di Francia, il conte Adolar canta una romanza in cui tesse le lodi della moglie Euryanthe. Il conte Lysiart non crede alla fedeltà della giovane e scommette di poterla sedurre con facilità. Il marito accetta la sfida mettendo come posta i suoi possedimenti. Euryanthe, che ha giurato ad Adolar di non rivelare mai che la sorella di lui, Emma, si è uccisa con del veleno contenuto in un anello, si lascia indurre a parlare con Eglantine, giovane a cui ha dato rifugio, credendola amica, mentre in realta è falsa e subdola; le rivela così che di notte prega sulla tomba di Emma il cui fantasma le è apparso e le ha confessato che, solo quando le lacrime di una fanciulla innocente bagneranno l'anello che conteneva il veleno, potrà avere la pace eterna. Eglantine giura di mantenere il segreto, ma pensa già di tradirla. L'atto si chiude con Lysiart che giunge al palazzo.
- Atto secondo. Lysiart conferma di voler continuare nel suo piano perverso, mentre Eglantine, che ha prelevato l'anello nascosto nella tomba di Emma, si incontra con lui, gli affida l'anello ed accetta la sua proposta di matrimonio. Lysiart si reca quindi al castello regale, dove si trovano Adolar ed Euryanthe, affermando di avere la prova del tradimento della giovane e mostra l'anello dichiarando di conoscerne il segreto. Adolar si convince che la moglie gli sia stata infedele e, vinto, lascia ogni suo bene e si allontana con lei verso luoghi inospitali.
- Atto terzo. In una gola fra i monti Adolar pensa di uccidere Euryanthe quando viene attaccato da un serpente; la giovane si interpone tra esso e il marito per salvarlo; l'uomo uccide la bestia, ma non ha il coraggio di fare altrettanto con la moglie e decide di abbandonarla. Sopraggiunge Re Luigi in persona con un gruppo di cacciatori; Euryanthe gli racconta la sua storia ed il tradimento di Eglantine. Nel frattempo il matrimonio tra questa e Lysart sta per avere luogo, ma all'improvviso appare Adolar nascosto da un'armatura nera; egli rende nota la sua identità e sfida a duello Lysiart. Il re però impedisce il combattimento, rivela l'innocenza di Euryanthe e, per punire l'atteggiamento di Adolar, racconta che la giovane è morta. Eglantine, trionfante, svela il complotto scontrandosi con Lysiart che la uccide. L'uomo viene trascinato via mentre Euryanthe sopraggiunge e corre piangendo tra le braccia di Adolar; le sue lacrime, bagnando l'anello, donano finalmente la pace al fantasma di Emma.

## Discografia
- Euryanthe - Trude Eipperle, Wolfgang Windgassen, Maria Kinasiewicz , Gustav Neidlinger /  Orchestra e Coro dell'Opera di Stoccarda / Ferdinand Leitner 1954 Walhall
- Euryanthe - Herta Wilfert, Inge Borkh, Howard Venderburg, Alexander Welitsch  Orchestra e Coro del Maggio Musicale Fiorentino/Carlo Maria Giulini, 1954 URANIA
- Euryanthe - Joan Sutherland, Marianne Schech, Franz Vroons, Otakar Kraus, Kurt Böhme / Orchestra e Coro della BBC / Fritz Stiedry 1955 Andromeda
- Euryante - Jessye Norman, Renate Krahmer,Nicolai Gedda,Tom Krause, Staatskapelle Dresden e Coro della Radio di Lipsia / Marek Janowski, 1974 EMI
- Euryanthe - Elena Prokina, Jolana Fogasova, Yikun hung, Andreas Scheibner, Rosanna Savoia/ Orchestra e Coro del Teatro Lirico di Cagliari/Gérard Korsten 2003 Dynamic
- Euryanthe -  Ellie Dehn, Wendy Bryn Harmer, Wiliam Burden,  Margaret Dudley / American Symphony Orchestra e Bard Festival Chorale, Leon Botstein 2014 ASO
- Euryanthe - Jacquelyn Wagner, Stefan Cerny, Norman Reinhardt, Andrew Foster-Williams / Orchestra Coro della Radio di Vienna / Constantin Trinks 2019 Capriccio